# Bydgoszcz Archers 2019
Questa voce raccoglie le informazioni riguardanti i Bydgoszcz Archers nelle competizioni ufficiali della stagione 2019.

## Roster
| Roster dei Bydgoszcz Archers (2019) |
| --- |
| Quarterback - 1 Luke Zetazate - 13 Jakub Kubacki Running Back - 4 Szymon Płóciennik - 8 Hubert Gawrisiak RB/WR - 10 Bartosz Woch RB/WR - 24 Filip Hartwig RB/TE - 26 Miłosz Kraiński - 84 Jakub Skorupa - 89 Maciej Andruszczenko Wide Receiver - 11 Jakub Trzoska - 12 Mikolaj Obrębski - 25 Anton Patseruk - 49 Dawid Bracisiewicz - 81 Kornel Witkowski WR/TE Offensive Linemen - 54 Adam Izydorczyk OL/DL - 57 Waldemar Kustosz OL/DL - 59 Krysztof Jaranowski OL/DL - 67 Jan Zygajdowski - 68 Mateusz Konwent - 71 Tomek Lau - 72 Maciej Kujawski - 75 Marcin Żelazny - 77 Przemek Streng - 79 Wojciech Stochmal OL/DL Defensive Linemen - 19 Mateusz Żelazny DL/LB - 52 Maciej Kalinowski - 61 Łukasz Obremski - 70 Jacek Kajko Linebacker - 2 Michał Kwinta - 21 Maciej Rzepecki - 44 Rafał Czerwiński - 56 Kacper Grabiński - 92 Kacper Witkowski LB/DB - 99 Ksawery Tracz Defensive Back - 3 Mateusz Marciniak DB/WR - 7 Marcin Pulc - 9 Cezary Szczerba - 23 Szymon Januszewski DB/KR/PR - 32 Konrad Chudziński - 85 Damian Łuc Special Team |

## Topliga 2019

### Stagione regolare
| Cracovia 14 aprile 2019, ore 14:00 | Kraków Tigers | 0 – 51 (0-22 0-15 0-8 0-6) referto | Bydgoszcz Archers | MOS Wschód\| Arbitro: \| Walentynowicz \| |
| Arbitro:                           | Walentynowicz |                                    |                   |                                           |

| Bydgoszcz 27 aprile 2019, ore 16:00 | Bydgoszcz Archers | 47 – 0 (13-0 14-0 7-0 13-0) referto | Kaunas Dukes |  |

| Bydgoszcz 4 maggio 2019, ore 16:00 | Bydgoszcz Archers | 50 – 0 (21-0 14-0 7-0 8-0) referto | Warsaw Dukes | Stadion Miejski |

| Varsavia 18 maggio 2019, ore 12:00 | Warsaw Eagles | 30 – 16 (3-6 10-3 10-7 7-0) referto | Bydgoszcz Archers |  |

| Bydgoszcz 1º giugno 2019, ore 16:00 | Bydgoszcz Archers | 20 – 0 referto | Kraków Tigers |  |

| Vilnius 15 giugno 2019, ore 15:00 | Vilnius Iron Wolves | 3 – 32 (0-13 3-0 0-6 0-13) referto | Bydgoszcz Archers | Stadio LFF |

### Playoff
| Bydgoszcz 6 luglio 2019, ore 16:00 | Bydgoszcz Archers | 34 – 0 (14-0 14-0 0-0 6-0) | Vilnius Iron Wolves |  |

| Ząbki 20 luglio 2019, ore 18:00 | Warsaw Eagles | 20 – 0 (a tavolino) referto | Bydgoszcz Archers | MOSIR |

## Liga Futbolu Amerykańskiego 9 2019

### Stagione regolare
| 10 agosto 2019 | Bydgoszcz Archers | 20 – 14 referto | Barbarians Koszalin |  |

| 8 settembre 2019 | Grizzlies Gorzów Wielkopolski | 42 – 23 referto | Bydgoszcz Archers |  |

| 14 settembre 2019 | Bydgoszcz Archers | 0 – 24 referto | Warsaw Mets B |  |

| Płock 29 settembre 2019 | Mustangs Płock | 54 – 0 referto | Bydgoszcz Archers | Stadion Stoczniowca Płock |

## Statistiche di squadra
| Competizione           | %Vittorie | In casa | In casa | In casa | In casa | In casa | In casa | In trasferta | In trasferta | In trasferta | In trasferta | In trasferta | In trasferta | Totale | Totale | Totale | Totale | Totale | Totale |
| Competizione           | %Vittorie | G       | V       | N       | P       | Pf      | Ps      | G            | V            | N            | P            | Pf           | Ps           | G      | V      | N      | P      | Pf     | Ps     |
| ---------------------- | --------- | ------- | ------- | ------- | ------- | ------- | ------- | ------------ | ------------ | ------------ | ------------ | ------------ | ------------ | ------ | ------ | ------ | ------ | ------ | ------ |
| TL Stagione regolare   | .833      | 3       | 3       | 0       | 0       | 117     | 0       | 3            | 2            | 0            | 1            | 99           | 33           | 6      | 5      | 0      | 1      | 216    | 33     |
| TL Playoff             | .500      | 1       | 1       | 0       | 0       | 34      | 0       | 1            | 0            | 0            | 1            | 0            | 20           | 2      | 1      | 0      | 1      | 34     | 20     |
| LFA9 Stagione regolare | .250      | 2       | 1       | 0       | 1       | 20      | 38      | 2            | 0            | 0            | 2            | 23           | 96           | 4      | 1      | 0      | 3      | 43     | 134    |
| Totale                 | .583      | 6       | 5       | 0       | 1       | 171     | 38      | 6            | 2            | 0            | 4            | 122          | 149          | 12     | 7      | 0      | 5      | 293    | 187    |